# Bruno Veglio
Bruno Enrico Veglio Araújo (Montevideo, Uruguay, 12 de febrero de 1998) es un futbolista uruguayo. Juega como mediocampista en Montevideo Wanderers de la Primera División de Uruguay.
Se inició como futbolista en ADIC, tras lo cual ingresó a Wanderers con 13 años.